# 黃金鉞
黃金鉞（？—？），廣東省廣州府順德縣人，清朝政治人物、同進士出身。
光緒九年（1883年）癸未科三甲145名進士。同年五月，著交吏部掣签分发各省，以知县即用。擔任江蘇宿遷縣知縣。